# Vladimir Vlad Conta
Vladimir Vlad Conta (n. 20 ianuarie 1954, Arad) este un dirijor român-elvețian-canadian. În prezent (2014) este dirijor al Operei Naționale București.

## Pregătire artistică

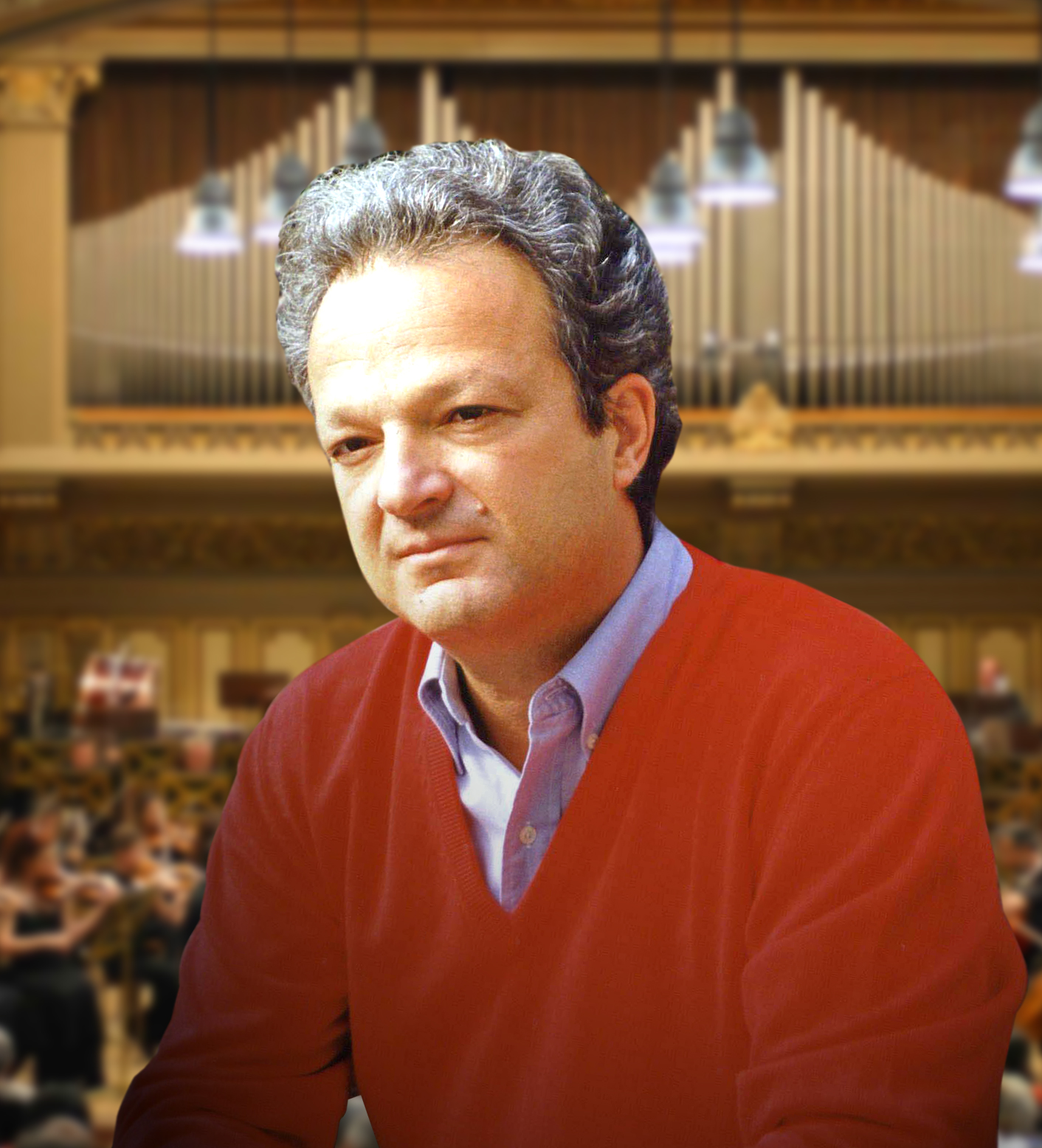
Vladimir Vlad Conta

O dublă pregătire artistică – pian și dirijat – urmată în Elveția și desăvârșită în Austria și Italia, o carieră bogată începută la Monte Carlo, Geneva și Torino, continuată peste ocean - în Canada și SUA - și nu în ultimul rând în România, un repertoriu variat reunind lucrări simfonice, opere, dar și balet, format alături de prestigioase orchestre de pretutindeni, caracterizează în doar câteva cuvinte evoluția dirijorului român Vladimir Vlad Conta. 
Muzicianul și-a început pregătirea în România (Liceul de Muzică “George Enescu” din București), debutul său scenic desfășurându-se la doar 13 ani, ca solist alături de Orchestra Națională Radio, chiar sub bagheta tatălui său, celebrul dirijor român Iosif Conta. 
Premiile obținute în cadrul numeroaselor competiții de pian din Europa la care a participat i-au pregătit drumul către studiile superioare urmate la una dintre cele mai prestigioase academii de muzică europene: Conservatorul de muzică din Geneva (Elveția). 
Au urmat două specializări care au completat studiile lui Vladimir Vlad Conta: la “Mozarteum” din Salzburg (Austria), sub îndrumarea pianistului și dirijorului Carlo Zecchi și la Academia Muzicală Chigiana din Siena (Italia), cu dirijorul italian Franco Ferrara.

## Activitate artistică
Vladimir Vlad Conta este astăzi dirijor al Operei Naționale București (din 2001), dar și invitat al mai multor teatre lirice și orchestre simfonice din țară și de peste hotare. 
Drumul său profesional a început ca maestru corepetitor la Opéra de Monte-Carlo și la Grand Théâtre din Geneva (Elveția), devenind apoi dirijor la Teatrul de Stat din Biel-Bienne (Elveția) și dirijor invitat permanent al unuia dintre teatrele lirice italiene cu cea mai frumoasă carte de vizită: Teatro Regio di Torino (Italia). 
Între anii 1989 și 1999 experiența sa artistică l-a condus către ocuparea poziției de conducere în fruntea uneia dintre orchestrele simfonice canadiene: a fost director muzical și prim dirijor la Regina Symphony Orchestra din Regina (Canada). 
Dirijorul român și-a construit o frumoasă carieră internațională, regăsindu-se la pupitrul unor importante ansambluri: National Symphony Orchestra din Washington (USA), Philharmonia Orchestra din Londra (Marea Britanie), Orchestra Națională Rusă din Moscova (Rusia), Orchestra RAI Torino (Italia), orchestrele simfonice din Vancouver, Edmonton, Quebec (Canada), Orchestre Suisse Romande, Orchestre de Chambre de Lausanne, Svizzera Italiana, St. Gallen (Elveția) ș.a. 
Printre momentele care au marcat evoluția muzicianului român pe scena internațională se numără debutul pe tărâm american, în 1997, alături de pianistul  Radu Lupu și la pupitrul ansamblului  National Symphony Orchestra, într-o serie de concerte de succes la Washington D.C. 
Doi ani mai târziu a fost aplaudat la Moscova, când a asigurat conducerea muzicală a unui program Beethoven/Berlioz la pupitrul Orchestrei Naționale Ruse. În anul 2000, Vladimir Vlad Conta a debutat la Londra, la Royal Festival Hall, unde a dirijat mai multe concerte ale ansamblului  Philharmonia Orchestra, într-un program Ceaikovski, inclusiv integrala lucrărilor pentru pian și orchestră, alături de pianistul rus Mihail Pletnev. 
Șase ani mai târziu, dirijorul român s-a aflat pentru prima oară la Roma, unde a prezentat un program Bartók/ Enescu/Beethoven, sub bagheta sa evoluând Orchestra di Roma e del Lazio. 
După 1989, Vladimir Vlad Conta a revenit în România în repetate rânduri, din dorința de a împărtăși experiența sa și cu publicul din țară și de a deschide noi drumuri în domeniul muzical românesc. Un exemplu ar fi prezența sa în dublă ipostază – ca pianist și dirijor - lucru rar întâlnit până atunci în România, la pupitrul Filarmonicii "George Enescu", cu un program integral Beethoven (Simfonia a III-a și Fantezia pentru pian, cor și orchestră în do minor).

## Repertoriu
Vladimir Vlad Conta și-a format un repertoriu extrem de bogat ca gen și curent artistic: 
- OPERĂ - Fidelio (Ludwig van Beethoven), Carmen și Les pêcheurs de perles (Georges Bizet), Lucia di Lammermoor, L’Elisir d’amore, Don Pasquale (Gaetano Donizetti), Mireille și Faust (Charles Gounod), Le Nozze di Figaro – Nunta lui Figaro, Così fan tutte, Don Giovanni, Die Zauberflöte – Flautul fermecat (Wolfgang Amadeus Mozart), La Bohème, Tosca, Madama Butterfly, Gianni Schicchi (Giacomo Puccini), Il Barbiere di Siviglia – Bărbierul din Sevilla, La Cenerentola - Cenușăreasa (Gioacchino Rossini), Ariadna auf Naxos și Salomé (Richard Strauss), Aida, La Traviata, Il Trovatore, Rigoletto, Simon Boccanegra,  Don Carlos (Giuseppe Verdi), Tannhäuser, Lohengrin, Der fliegende Holländer – Olandezul zburător (Richard Wagner), Œdipe (George Enescu) ș.a.
- BALET: Coppélia (Léo Delibes), Spărgătorul de nuci, Francesca da Rimini (Piotr Ilici Ceaikovski), Cenușăreasa (Serghei Prokofiev), Don Quijote (Ludwig Minkus) ș.a.
- Un foarte amplu repertoriu SIMFONIC și VOCAL-SIMFONIC.

## Distincții
Printre distincțiile care au fost atribuite artistului român se numără: 
- cetățenia de onoare a orașului Fort Worth (Texas, SUA);
- medalia „A 125 – a Aniversare a Canadei” pentru merite culturale deosebite;
- premiul „Ludovic Spiess”  oferit de Forumul Muzical Român (2011).

Din anul 2012, Vladimir Vlad Conta este membru de onoare al Filarmonicii „Moldova” din Iași.

### Articole
- Interviu ADEVARUL
- Articol JURNALUL NATIONAL